# Nasierowo Górne
Nasierowo Górne – wieś w Polsce, położona w województwie mazowieckim, w powiecie ciechanowskim, w gminie Gołymin-Ośrodek.
| SIMC    | Nazwa           | Rodzaj    |
| ------- | --------------- | --------- |
| 0115163 | Nasierowo Dolne | część wsi |
| 0115170 | Truszki         | część wsi |

W latach 1975–1998 wieś administracyjnie należała do województwa ciechanowskiego.
Przez wieś przepływa rzeka Sona.